# Tianyusaurus
Tianyusaurus – rodzaj jaszczurek żyjących pod koniec okresu kredowego na terenach Azji.
Rodzaj i gatunek typowy, Tianyusaurus zhengi, zostały opisane w 2008 roku przez Lü Junchanga i współpracowników w oparciu o niekompletny szkielet średniej wielkości osobnika, obejmujący czaszkę, żuchwę, pierwszych osiem kręgów szyjnych oraz kości obręczy barkowej (05-f702), odkryty w górnokredowych osadach formacji Qiupa w chińskiej prowincji Henan. W 2010 roku opisane zostały trzy kolejne czaszki wydobyte z odpowiadających im wiekiem – datowanych na około 66 mln lat – warstw formacji Nanxiong w prowincji Jiangxi, zachowane w lepszym stanie niż holotyp. Najistotniejszą cechą morfologiczną Tianyusaurus jest obecność w pełni wykształconej dolnej belki skroniowej (ang. lower temporal bar) – nieznanej wcześniej u żadnego przedstawiciela łuskonośnych, a upodabniającej Tianyusaurus do hatterii i innych sfenodontów, u których występowała dolna belka skroniowa. Czaszka Tianyusaurus jest masywna i w pełni diapsydowa, z niewielkim górnym oknem skroniowym i dużym dolnym. W kości przedszczękowej znajdowało się 6–7 niewielkich zębów, w zębowej około 33, a w szczękowej około 24. Podobnie jak u innych lepidozaurów uzębienie było pleurodontyczne. Duże zęby przypominające kły mogą dowodzić występowania zachowań terytorialnych albo służyły do chwytania dużych kęsów pokarmu.
Lü i współpracownicy stwierdzili, że Tianyusaurus należy do łuskonośnych i zasugerowali, że może być spokrewniony z Teiidae. Według analizy filogenetycznej przeprowadzonej przez Mo, Xu i Evans Tianyusaurus jest przedstawicielem wymarłego kladu Boreoteiioidea, obejmującego przeważnie roślinożerne jaszczurki, blisko spokrewnione z Teiidae.